# Тропическа година
Тропическа година, известна понякога още като слънчева година е периодът на завъртане на Земята около Слънцето, с други думи времето, което изминава, докато Слънцето се завърне на същата позиция на небето, гледано от Земята. Друга дефиниция е: промеждутъкът от време от едно пролетно равноденствие до следващото. Думата тропическа идва от гръцки и означава въртя се.
Средната тропическа година е 365 дни, 5 часа, 48 минути и 45,5 секунди. Тя варира слабо, с една до две минути, в зависимост от началната точка. Точната стойност, изчислена на 1 януари 2000 година е 365,242 190 419 дни.
За да се улесни създаването на календара слънчевата година е закръглена на 365 дни и 6 часа. Това закръгление на 365,25 дни създава изоставане на календара с 1 ден на всеки 128,04 години. То се компенсира от Грегорианския календар и решението всяка година кратна на 100 да не е високосна, с изключение на тези, кратни на 400.
Това също ще се окаже проблем, но след много години, защото на около 3000 години ще се загубват по около 3450 минути, което се равнява на 21 часа и 30 мин., тоест на около 3000 – 3100 години ще губим по 1 ден.